# Hochkirch
Hochkirch (en sorabe: Bukecy) est une commune de Saxe (Allemagne), située dans l'arrondissement de Bautzen, dans le district de Dresde.